# Chokri Belaïd
Chokri Belaïd (Arabisch: شكري بلعيد) (Djebel Jelloud, 26 november 1964 – El Menzah, 6 februari 2013) was een Tunesisch politicus. Hij was secretaris-generaal en woordvoerder van de Mouvement des Patriotes Démocrates, een linkse oppositiepartij, toen hij op 6 februari 2013 voor zijn huis werd vermoord.
De advocaat Chokri Belaïd was actief als verdediger van de mensenrechten, en als pleiter in politieke processen onder het regime van Zine El Abidine Ben Ali. Ook maakte hij deel uit van een collectief dat de verdediging van voormalig Iraaks president Saddam Hoessein op zich nam, en was actief in een strijdcomité tegen de normalisatie van de relaties met Israël.
Hij was lid van de Haute instance pour la réalisation des objectifs de la révolution, de la réforme politique et de la transition démocratique, de hoge raad voor de realisatie van de doelen van de revolutie, de hervorming van de politiek en de democratische overgang die na de Jasmijnrevolutie werd opgericht en actief was van maart tot oktober 2011. Hij was eveneens een lid van de raad van de orde van advocaten.
Zijn MPD vormde met andere linkse seculiere partijen het Front Populaire (Volksfront), dat de verkiezingen van okt. 2011 verloor van de islamistische partijen en in de oppositie ging. Andere oppositieleiders beschuldigden de regeringspartij Ennahda van de moord, en de weduwe Basma Belaid wees naar voorzitter Rached Ghannouchi persoonlijk.
In het geweld dat volgde op de moord trad de regering af. Premier Hamadi Jebali wilde een kabinet van technocraten vormen, wat echter door zijn eigen partij werd afgewezen. Hij werd opgevolgd door Ali Laarayedh.